# Manantial (álbum de Marcela Morelo)
Manantial es el primer disco de estudio de la cantante argentina Marcela Morelo. Este CD superó 100 mil discos vendidos en Argentina y el exterior, por lo que recibió el disco de Paltino y numerosos premios. Fue lanzado en 1997 y recibió muy buena aceptación por el público. Cuenta con 10 canciones, las cuales todas fueron escritas y producidas por la cantante y Rodolfo Lugo.

## Lista de canciones
1. Corazón salvaje - 4:30
2. Manantial - 3:34
3. Esperar por ti - 4:01
4. Buena suerte - 4:01
5. No me lastimes - 3:50
6. Tal cual eres - 4:23
7. Tanto amor - 4:03
8. La fuerza del engaño - 3:27
9. Sabes a miel - 4:02
10. Siempre - 4:50

## Sencillos
- «La fuerza del engaño» (1997)
- «Corazón salvaje» (1997)
- «No me lastimes» (1998)
- «Manantial» (1998)
- «Esperar por ti» (1998)

## Posicionamiento
El primer corte del disco titulado "Corazón Salvaje" fue un rotundo éxito luego de ser lanzada en la tarde de una radio de Argentina la cual desde entonces comenzó a escalar en las listas de éxitos de toda Argentina y España, seguido de este "La Fuerza del Engaño" recorrió el mismo camino. "Manantial", "Esperar por ti" y "No me lastimes" también cosecharon un éxito aceptable por lo que actualmente es uno de los clásicos de la artista.
| Año  | Canción              | Lista España        | Posición más alta | ref   |
| ---- | -------------------- | ------------------- | ----------------- | ----- |
| 1998 | Corazón Salvaje      | Promusicae (España) | 6                 | [ 3 ] |
| 1998 | La Fuerza del Engaño | Promusicae (España) | 7                 | [ 4 ] |

## Premios y nominaciones
| Premios Carlos Gardel | Premios Carlos Gardel    | Premios Carlos Gardel | Premios Carlos Gardel |
| Año                   | Categoría                | Trabajo               | Resultado             |
| --------------------- | ------------------------ | --------------------- | --------------------- |
| 1999                  | Mejor artista revelación | Manantial             | Ganador               |
| 1999                  | Mejor álbum pop femenina | Manantial             | Ganador               |

| Premios Amigo | Premios Amigo        | Premios Amigo | Premios Amigo |
| Año           | Categoría            | Trabajo       | Resultado     |
| ------------- | -------------------- | ------------- | ------------- |
| 1998          | Mejor artista latina | Manantial     | Nominado      |

- Canción más escuchada del año 1998 [5]